# Cobleș, Alba
Cobleș este un sat în comuna Arieșeni din județul Alba, Transilvania, România.